# Лиском (Ајова)
Лиском (енгл. Liscomb) град је у америчкој савезној држави Ајова. По попису становништва из 2010. у њему је живело 301 становника.

## Демографија
Према попису становништва из 2010. у граду је живело 301 становника, што је 29 (10,7%) становника више него 2000. године.
| Група             | 2000.       | 2010.       |
| Белци             | 267 (98,2%) | 279 (92,7%) |
| Афроамериканци    | 0 (0,0%)    | 0 (0,0%)    |
| Азијати           | 0 (0,0%)    | 9 (3,0%)    |
| Хиспаноамериканци | 0 (0,0%)    | 6 (2,0%)    |
| Укупно            | 272         | 301         |